# Torika Delai
Torika Delai (* 24. Januar 1989) ist eine fidschianische Fußballschiedsrichterin.
Sie steht nicht auf der Liste der FIFA-Schiedsrichter und leitet Fußballspiele von Vereins- und Nationalmannschaften in Ozeanien.
Bei der Ozeanienmeisterschaft 2022 in Fidschi leitete Delai fünf Partien, darunter das Spiel um Platz 3 zwischen Samoa und den Salomonen (1:1 n. V., 5:6 i. E.).
Am 23. März 2024 leitete Delai das Finale der OFC Women’s Champions League 2024 zwischen Hekari United FC und Auckland United FC (0:1).